# Bartolomé de Aldunate
Bartolomé de Aldunate o bien Bartolomé de Aldunate y Rada (Buenos Aires, gobernación del Río de la Plata, e/ junio y diciembre de  1679 - isla de Trinidad, provincia de Trinidad, junio de 1732) fue un militar español que llegó al rango de teniente coronel y que fuera nombrado como primer gobernador y capitán general de la provincia de Trinidad entre 1731 y 1732.

## Biografía hasta el viaje a Europa como mensajero virreinal

### Origen familiar y primeros años
Bartolomé de Aldunate y Rada había nacido entre junio y diciembre de 1679 en la ciudad de Buenos Aires, capital de la gobernación del Río de la Plata que como una entidad autónoma formaba parte del Virreinato del Perú.
Era hijo del hispano-navarro Gabriel de Aldunate y Rada (n. Barásoain, ca. 1648), cabildante de Buenos Aires en donde ocupaba el cargo de procurador general desde el 31 de octubre de 1692, y corregidor de Andahuaylas en el año 1700.
Su madre era Lucía de Aguilar Salvatierra y Pereira de la Cerda (n. Buenos Aires, ca. 1658), que estaba casada con Gabriel de Aldunate desde el 25 de septiembre de 1678, siendo una hija de Antonio Pereira de la Cerda (n. ca. 1628) y de Juana de Aguilar Salvatierra y Vargas Machuca (n. ca. 1638), quienes la dotaron para el casamiento según escritura fechada el 18 de febrero de 1681.
Por lo tanto, era un bisnieto materno de Francisco de Vargas Machuca (La Rioja del Tucumán, ca. 1600 - f. ca. 1640), hidalgo de la Casa de Vargas, y de Catalina de Aguilar Salvatierra (n. ca. 1610 - f. e/ julio y diciembre de 1664) que al enviudar se volvió a casar con un portugués en 1641 y que testara el 19 de febrero de 1664.
También era un tataranieto del escribano real hispano-andaluz Francisco Pérez de Burgos (Jerez de la Frontera de Cádiz, 1558 - Buenos Aires, 21 de julio de 1617), alcalde de Buenos Aires desde el 9 de octubre de 1596 hasta 1606, que había pasado a la Sudamérica española en 1581 y testaría el 19 de noviembre de 1616, y de Juana de Aguilar Salvatierra (n. Buenos Aires, ca. 1580).
Tenía una hermana llamada María de Aldunate y Rada (n. Buenos Aires, ca. 1681) que se había enlazado con el capitán Juan de Azcue e Insausti pero que no dejaran sucesores.
Con unos veinte años de edad partió con su familia desde Buenos Aires hacia Andahuaylas, en donde su padre fuera nombrado corregidor en 1700, y una vez allí, el joven Aldunate se convirtió en gentilhombre del obispo-virrey Diego Ladrón de Guevara quien lo mandó a Europa con un pliego de importancia para el rey Felipe V de España.

### Gobernador futurible de Venezuela pero trocado
En 1716 hizo un donativo de 9.000 pesos a las arcas reales con el objetivo de ser nombrado gobernador del Paraguay pero que finalmente no pudiera ocupar.
Para compensarlo, la Corona española le concedió por subrogación el cargo de gobernador futurible de la provincia de Venezuela el 16 de febrero de 1728 para sustituir al entonces gobernador venezolano Lope Carrillo de Andrade, cuando este finalizara su período.
En el momento que Carrillo fuera separado del cargo y en su lugar entrara Sebastián García de la Torre como nuevo gobernador, a Bartolomé de Aldunate se le concedió la gobernación de Trinidad en vista de los 32 años que llevaba al servicio del Rey.

## Gobernador de la provincia de Trinidad y deceso

### Título y nombramiento
Recibió real título el 24 de junio de 1731 para sustituir al capitán Agustín Arredondo. Sin embargo, su administración fue muy corta, pues murió durante su ejercicio. Aunque en el título se le concede «el gobierno de la isla de la Trinidad y la Guayana», la verdad es que a partir de 1731 la provincia fue dividida en dos: Guayana pasó a formar parte de la gobernación de Nueva Andalucía, dependiente judicialmente de la Real Audiencia de Santo Domingo, y Trinidad continuó regida por la Real Audiencia de Santafé. Pero fue solo a partir del 18 de agosto de 1733, al asumir Carlos de Sucre la gobernación de Cumaná, cuando Guayana fue separada de Trinidad.

### Gestión de gobierno
El 17 de abril de 1732 comunicó al Rey su intención de proceder a reedificar el pueblo de Buenavista que había sido construido por el gobernador Sebastián de Roteta con aborígenes caribes, y a su vez construir una iglesia. El día 21 del mismo mes participó en la construcción de la iglesia parroquial de la ciudad de San José de Oruña, que al arribar solamente tenía concluido el presbiterio y la capilla mayor.

### Fallecimiento
Aldunate y Rada gobernó hasta junio de 1732, fecha en que murió, según una carta de los alcaldes ordinarios José Ordaz y Pedro Jiménez, sus sucesores de manera interina hasta el 11 de octubre de 1735, día en que asumió el nuevo gobernador Esteban de Liñán y Vera.

## Matrimonio y descendencia
El entonces capitán Bartolomé de Aldunate se había unido en matrimonio hacia 1710 con Ana Báez de Alpoin y Lavayén (n. Buenos Aires, 1683) —una hermana menor de Juana María Báez de Alpoin que sería más tarde suegra del capitán Francisco Pérez de Saravia, teniente de gobernador de Yapeyú desde 1771 hasta 1774— siendo hija del capitán Juan Báez de Alpoin, alférez real y alcalde de Buenos Aires, y de su esposa Sabina Jacinta de Lavayén y Tapia de Vargas, además de nieta paterna del general hispano-luso-brasileño Amador Báez de Alpoin que había sido teniente de gobernador de Corrientes en 1630 y desde 1646 hasta 1648, y de su esposa Ana Romero de Santa Cruz, y por lo tanto, era una bisnieta de los azorano-portugueses Amador Vaz de Alpoim y Margarita Cabral de Melo.
Fruto de esta unión entre Bartolomé de Aldunate y Ana Báez de Alpoin hubo por lo menos dos hijas mellizas o gemelas:
- María Sabina de Aldunate Báez de Alpoin[15] (n. Buenos Aires, ca. 26 de septiembre de 1711) que fue bautizada a los dos meses de edad el 9 de noviembre del año y ciudad de nacimiento,[15] cuyos padrinos fueron el capitán Juan Ramírez de Arellano,[15] alcalde de Buenos Aires,[15] y su segunda esposa Rosa de Giles.[15]
- Micaela de Aldunate Báez de Alpoin[15] (n. ib., ca. 26 de septiembre de 1711)[15] que con más de nueve meses de edad fue bautizada el 26 de julio de 1712[15] y se casó el 16 de septiembre de 1727[15] con Gabriel Gayoso[15] (ca. 1700 - antes de 1744) y con quien tuvo cuatro[15] hijas, Bartolina Josefa Ramona Rafaela (1728 - después de 1772), Ana María Gayoso Aldunate (ca. 1729 - después de 1744) que se casó en 1741, Micaela Jerónima (1732 - después de 1752), María Feliciana (1733 - después de 1744).[15]